# Diadumenidae
Diadumenidae is een familie uit de orde van de zeeanemonen (Actiniaria). De familie is voor het eerst wetenschappelijk beschreven door Stephenson in 1920. De familie omvat 3 geslachten en 14 soorten.

## Geslacht
- Diadumene Stephenson, 1920